# Hector Craps
Hector Craps (Virton, 13 september 1898 - 14 juli 1949) was een Belgisch senator.

## Levensloop
De technicus Craps werd in 1946 voor enkele dagen provincieraadslid in de provincie Luxemburg, maar werd in maart 1946 gecoöpteerd senator voor de BSP. Hij oefende dit mandaat in alle bescheidenheid uit tot aan zijn dood.